# Tommy Sands
Thomas Adrian Tommy Sands (Chicago, 27 agosto 1937) è un cantante e attore statunitense.
Nello show business fin dal 1949, Sands divenne un idolo delle adolescenti nel gennaio del 1957, quando apparve nell'episodio  The Singin' Idol della serie televisiva antologica Kraft Television Theater.

## Biografia
Sands era nato in una famiglia di musicisti; suo padre era un pianista e sua madre una cantante. Iniziò a suonare la chitarra a otto anni esibendosi presso un'emittente radiofonica. Trasferitosi a Houston (Texas) da adolescente, frequentò la Lamar High School e si unì alla band Jimmie Lee Durden and the Junior Cowboys, composta anche da Durden e Billy Reno, con i quali cantò alla radio e fece apparizioni dal vivo. Aveva solo 15 anni quando il Colonnello Tom Parker, celebre manager e impresario teatrale, lo sentì cantare e gli fece firmare un contratto con la RCA Records.

## Carriera
Nel gennaio del 1957 ebbe l'opportunità di interpretare un episodio della serie antologica Kraft Television Theatre, nel quale impersonò un cantante dal look molto simile a quello di Elvis Presley, con la chitarra, capelli alla Pompadour, e davanti a giovani fan esaltati. Nello show, la sua cover di una composizione di Joe Allison, Teen-Age Crush, ebbe molto successo presso il pubblico giovanile.
L'improvvisa popolarità diede a Sands l'occasione di cantare alla cerimonia di premiazione degli Oscar e il suo aspetto da idolo delle adolescenti gli consentì di sottoscrivere un contratto per recitare nel film musicale L'idolo della canzone (1958), la versione in lungometraggio dell'episodio The Singin' Idol che aveva interpretato in Kraft Television Theatre. In seguito, apparve anche in un episodio del varietà televisivo The Ford Show, Starring Tennessee Ernie Ford. Nel 1961 Sands e Annette Funicello cantarono la canzone scritta dagli Sherman Brothers  per il film Il cowboy con il velo da sposa, prodotto dalla Disney.

## La carriera di attore
Sands interpretò diversi film di successo, fra cui il citato L'idolo della canzone, Martedì grasso (1958), Babes in Toyland (1961), Il giorno più lungo (1962), Una nave tutta matta (1964) e La tua pelle o la mia (1965), dove interpretò un tenente dei Marines, ma sia la sua carriera d'attore che quella di cantante si conclusero negli anni settanta. Ancor'oggi fa apparizioni pubbliche sporadiche come cantante.
Il 14 maggio 1963 Sands apparve insieme a Claude Akins e Jim Davis in Trapped, uno degli ultimi episodi della serie western della NBC Laramie. Nell'episodio, Slim Sherman (interpretato dall'attore John Smith) trova in un bosco una ragazza ferita (Joan Freeman), vittima di un rapimento. Mike Williams (interpretato da Dennis Holmes, un interprete regolare della serie) viene preso in ostaggio dai rapitori mentre sta correndo per cercare aiuto. Slim viene scambiato per un terzo rapitore dal padre della ragazza, interpretato da Barton MacLane. Nell'episodio, Sands interpretò il fidanzato della ragazza, osteggiato dal padre di lei.
Nel 1965 Sands apparve inoltre nel ruolo del soldato Carey nell'episodio n° 19 della terza stagione della serie Combat!, recitando accanto a Vic Morrow. Recitò due volte nella serie NBC Mr. Novak, insieme a James Franciscus, ed apparve come un ospite nell'episodio No Blue Skies della serie Hawaii Squadra Cinque Zero con Jack Lord.

## Vita personale
Nel 1960 Sands sposò Nancy Sinatra, dalla quale divorziò nel 1965. Il declino della sua carriera, coincidente con il divorzio, sembrò essere riconducibile all'ostracismo messo in atto da Frank Sinatra, padre di Nancy, che pose Sands in una sorta di lista nera dello spettacolo. Sands si risposò nel 1974 con Sheila Wallace, dalla quale ebbe una figlia, Jessica.

## Filmografia

### Cinema
- L'idolo della canzone (Sing, Boy, Sing), regia di Henry Ephron (1958)
- Martedì grasso (Mardi gras), regia di Edmund Goulding (1958)
- Love in a Goldfish Bowl, regia di Jack Sher (1961)
- Babes in Toyland, regia di Jack Donohue (1961)
- Il giorno più lungo (The Longest Day), regia di Ken Annakin, Andrew Marton (1962)
- Una nave tutta matta (Ensign Pulver), regia di Joshua Logan (1964)
- La tua pelle o la mia (None But the Brave), regia di Frank Sinatra (1965)
- The Violent Ones, regia di Fernando Lamas (1967)

### Televisione
- Mr. Novak – serie TV, episodi 2x06-2x29 (1964-1965)
- Laramie – serie TV, un episodio (1963)
- The Crisis – serie TV, un episodio (1964)
- Slattery's People – serie TV, episodio 1x02 (1964)
- Bonanza – serie TV, episodio 7x01 (1965)
- Combat! – serie TV, un episodio (1965)
- Branded – serie TV, episodio 1x14 (1965)
- Nel tunnel dei misteri con Nancy Drew e gli Hardy Boys (The Hardy Boys/Nancy Drew Mysteries) – serie TV, un episodio (1978)

## Doppiatori italiani
- Massimo Turci in L'idolo della canzone, Martedì grosso, La tua pelle o la mia
- Sergio Graziani in Il giorno più lungo